# Les Bréviaires
Les Bréviaires is een gemeente in het Franse departement Yvelines (regio Île-de-France) en telt 986 inwoners (2004). De plaats maakt deel uit van het arrondissement Rambouillet.

## Geografie
De oppervlakte van Les Bréviaires bedraagt 19,6 km², de bevolkingsdichtheid is 50,3 inwoners per km².
De onderstaande kaart toont de ligging van Les Bréviaires met de belangrijkste infrastructuur en aangrenzende gemeenten.

## Demografie
Onderstaande figuur toont het verloop van het inwonertal (bron: INSEE-tellingen).